# Dios ama, el hombre mata
X-Men: Dios ama, el hombre mata es un cómic publicado por la editorial Marvel, escrito por Chris Claremont e ilustrado por Brent Eric Anderson. El cómic fue un superventas durante mucho tiempo y fue el cómic adaptado para la película de X-Men 2.

## Argumento
La historia comienza cuando dos hermanos (Mark de once años y Jill de nueve) son perseguidos por un grupo que se hacen llamar los Purifiers (Purificadores, en español). Ellos le disparan a Mark matándolo, y acto seguido a su hermana Jill. Ellos los cuelgan en los columpios de un parque en una primaria de Westport. Magneto encuentra los cadáveres de los niños (que eran mutantes) y se dispone a encontrar el responsable y matarlo.
De vuelta en Nueva York, solo quedan seis X-Men (Cíclope, Wolverine, Tormenta, Coloso, Nightcrawler y Kitty Pryde).
Kitty Pryde tiene una pelea con un muchacho en las afueras de una tienda. Kitty es detenida por Peter y Illyana Rasputin. Kitty le dice a Peter que la pelea la causó el muchacho por ofender a los mutantes. Mientras tanto, dos hombres desde una camioneta vigilan a los X-Men. Kitty y Peter regresan a la Mansión X donde los X-Men iban a sintonizar un programa en el que el Profesor X aparecería en un debate contra el reverendo William Stryker. Al finalizar el programa, los X-Men se dirigen a una sesión de práctica en la Sala de peligro.
Durante el trayecto a la Mansión X, el Profesor X, Cíclope y Storm son secuestrados por Stryker después de un accidente automovilístico en Central Park, Manhattan. Un policía le comunica a Kurt Wagner que Xavier, Scott y Ororo han muerto. Al día siguiente los X-Men viajan a New York mientras que Kitty e Illyana se quedan en la mansión. Ambas descubren una cámara que estaba observando a la Mansión durante mucho tiempo. Kitty la destruye y ambas se ocultan para esperar que los dueños de la cámara lleguen.
Mientras tanto, en Manhattan, Logan descubre que el accidente era falso y que los cadáveres de Charles, Scott y Ororo también eran falsos. Wolverine y Nightcrawler atacan a dos Purificadores y los rapan mientras que Coloso derriba su auto, pero éste es herido por un rayo disparado por un Purificador, cayendo inconsciente. Magneto los ayuda a escapar y se une a los X-Men una vez más.
Mientras tanto un grupo de Purificadores llega a la Mansión X, donde Anee le dispara a Illyana quien es herida y capturada. Kitty se oculta en el portamaletas del auto. Cuando el grupo de Purificadores se marcha, los X-Men llegan. Allí, Wolverine y Magneto sobornan a los Purificadores que capturaron para que les brinden información.
Mientras, Stryker experimenta con Xavier, Scott y Ororo le preguntan a Stryker por qué odia a los mutantes. Él les contesta que, cuando estaba casado, tuvo un accidente. Allí, su esposa dio a luz a un mutante. Stryker asesinó al bebé y luego a su esposa por engendrar a un mutante.
Los Purificadores descubren a Kitty e intentan matarla pero no lo logran. Kitty escapa y es seguida. Kitty intenta comunicarse con la Mansión X pero es emboscada antes de que lo logre. Luego, estos la siguen hasta un tren donde es rescatada por Magneto y los X-Men.
Nightcrawler consigue hacer hablar a un Purificador, y los X-Men logran rescatar a Scott y a Ororo. Anee le informa a Stryker que los X-Men se infiltraron y rescataron a Cíclope y Tormenta.
Magneto llega al lugar donde Stryker está dando su conferencia y lo ataca, pero él es atacado primero. Una muchedumbre ataca a Magneto, pero éste se defiende con sus poderes mutantes. Anee le revela a Stryker que es una mutante y Stryker, como respuesta, la arroja desde lo más alto de la tarima donde se encontraban, provocando que Anee muera.
Los X-Men rescatan a Xavier y luego visitan a Stryker en su discurso. Stryker levanta un arma e intenta matarlos, pero es detenido por la policía.
De vuelta en la Mansión X, Magneto se revela de nuevo como enemigo de los X-Men, y Xavier le da las gracias a los X-Men diciéndoles que le han dado más de lo que él les pueda dar.

## Personajes
- James “Logan” Howlett/Wolverine: Formado como Agente Secreto canadiense, su cuerpo está formado por Adamantium, un metal prácticamente indestructible. Adicional a esto, tiene un factor de regeneración avanzado.

- Scott Summers/Cíclope: Tiene la habilidad de lanzar rayos de energía óptica a través de sus ojos.

- Ororo Munroe/Tormenta: También llamada la bruja del clima tiene la capacidad de manipular el clima.

- Kitty Pryde/Shadowcat o Ariel: Puede alterar su densidad de manera que pueda atravesar objetos sólidos.

- Kurt Wagner/Nightcrawler: Tiene el don de la teletransportación aparte de tener piel color azul, orejas puntiagudas, y una larga cola, asimilandose a un demonio.

- Peter Rasputín/Coloso: Puede transformar su cuerpo en metal.

- Charles Xavier: También conocido como Profesor X es el miembro fundador y líder de los X-Men. Tiene habilidades telepáticas, ósea, puede leer, manipular y controlar las mentes de otras personas aparte de comunicarse telepáticamente con los mutantes.

- Eric Lensherr/Magneto: Un mutante con ideales de libertades mutantes y con habilidades de manipular toda clase de metal.

- William Stryker: Es el antagonista central de la historia. Es un humano que asesinó a su esposa y a su hijo cuando acababa de nacer. Es el líder de los Purificadores.

- Illyana Rasputin/Magik: Es la hermana menor de Peter. Se hace muy buena amiga de Kitty Pryde en medio de la historia.

- Anee: Es la secretaria de Stryker y asesina de los hermanos Mark y Jill. Se revela como mutante al final y es asesinada por Stryker.

- Mark y Jill: Hermanos mutantes que son asesinados a manos de los Purificadores durante el comienzo de la historia.

## En otros medios

### Cine
La trama de la cinta X2: X-Men United tomó gran inspiración de Dios ama, el hombre mata. Algunas similitudes incluyen:
- William Stryker es el antagonista principal.

- La colaboración entre los X-Men y Magneto.

- El secuestro del Profesor X y algunos de los X-Men.

- El Profesor X y un duplicado de Cerebro son utilizados para intentar asesinar a todos los mutantes de la Tierra.

También existen varias diferencias entre ambas historias. Las principales son:
- En la película, William Stryker es reinventado como un científico militar, no un pastor. En el cómic, estuvo involucrado con la milicia en algún punto de su vida, pero decidió abandonarla para convertirse en reverendo mucho antes de los acontecimientos de esta historia.

- Ambas versiones de Stryker tienen un hijo mutante, aunque en el cómic su hijo murió antes de los acontecimientos de la historia. De hecho, el mismo Stryker fue quien lo asesinó (asunto que fue corregido en la serie del 2013, All-New X-Men[1]). En la cinta, el hijo de Stryker es una reinvención de Mente Maestra, quien también se llama Jason y es ilucionista.

- En la película Stryker es el responsable de que Wolverine haya sido experimentado con Adamantium; en los cómics, nunca se habían conocido previo a los eventos de esta historia.

- En el cómic, Stryker y sus seguidores logran capturar al Profesor X, Cyclops y Storm. En la película, solo los primeros dos son secuestrados.

- En la película, Jean Grey no es solo un personaje prominente, sino que la cinta introduce la Fénix. En el cómic, la Saga de Fénix Oscura ya había ocurrido, razón por la que Jean Grey no aparece en la historia.

- En la cinta, en lugar de huir junto a los X-Men como ocurrió en el cómic, Magneto intenta utilizar a un hipnotizado Charles Xavier para aniquilar la humanidad, solo para ser detenido por Storm y Nightcrawler.